# H타워
H타워(영어: HOSIGI TOWER) 또는 호식이타워(영어: HOSIGI TOWER)는 대한민국 서울특별시 강남구 학동로 337에 위치하고 있다. 과거에 M타워로 알려져 있었다. 2015년 6월 16일 호식이두마리치킨 서울강남사옥 입주식이 있다.